# Can't Give You Anything (But My Love)
«Can't Give You Anything (But My Love)» (en español: «No puedo darte nada, excepto mi amor») es el segundo sencillo del segundo álbum de Thomas Anders, Whispers. En el sencillo se incluyen dos versiones en español de la canción.

## Sencillos
7" Single EastWest 9031-75025-7 (Warner), 08.1991
1. «Can't Give You Anything (But My Love)» — 4:10
2. «Más que amor» — 4:09

12" Single EastWest 9031-76005-0 (Warner), 08.1991
1. «Can't Give You Anything (But My Love)» (Basic Love Mix) — 5:07
2. «Más que amor» (Spanish Club Mix) — 5:09
3. «Can't Give You Anything (But My Love)» (Instrumental Groove Mix) — 5:11

CD-Maxi EastWest 9031-75026-2 (Warner), 08.1991
1. «Can't Give You Anything (But My Love)» (Radio versión) — 4:10
2. «Can't Give You Anything (But My Love)» (Extended versión) — 6:43
3. «Más que amor» (Versión extendida) — 6:44
4. «Más que amor» — 4:09

## Posición en las listas
El sencillo permaneció 5 semanas en el chart alemán desde el 14 de octubre de 1991 al 24 de noviembre de 1991. Alcanzó el N.º73 como máxima posición.
| Listas (1991) | Máxima posición |
| ------------- | --------------- |
| Alemania      | 73              |

## Créditos
- Productor: Mike Paxman y Paul Muggleton
- Publicación: Music Sales Crop, Melodie der Welt MV
- Mezcla: Mark "Tufte" Evans
- Letra: George David Weiss
- Letra en español: Gómez y Argandoña G.
- Música: George David Weiss
- Coros: Judie Tzuke, Paul Muggleton, Don Snow, Deborah Robson